# Nakajima Hikoki KK
Nakajima Hikoki KK (japanska: 中島飛行機株式会社; Nakajima Hikōki Kabushiki Kaisha, "Nakajima Flygplan Aktiebolag") var en stor japansk flygmotor- och flygplanstillverkare under mellankrigstiden fram till slutet av andra världskriget.
Nakajima kom att producera flera lyckade stridsflygplan under andra världskriget, till exempel jaktflygplanen Nakajima Ki-27, Nakajima Ki-43 Hayabusa och Nakajima Ki-84 Hayate.

## Historia
Japans flygplanshistoria börjar cirka 1910, då den japanska militären fick tag i sina första flygplan. Detta efter att två kaptener skickats till Västeuropa för att få utbildning inom flygning, och sedan köpt med sig dessa plan hem. Den ena av dessa, Yoshitoshi Tokugawa, genomförde den första flygningen i japan i december 1909. 
Efter första världskrigets slut 1918 bestämdes det att resurser skulle allokeras till att få igång en inhemsk produktion av flygmaskiner. Nakajima grundades 1918 och blev då den första tillverkaren av flygplan i det japanska imperiet, och byggde till en början brittiska och franska jaktplan på licens. 
Nakajima växte snabbt och förblev den största flygplanstillverkaren genom andra världskriget. Med statligt stöd växte kapitalet snabbt genom 1920-talet och 1930-talet, från ett totalt kapital på 6 miljoner yen 1931 till 9 miljoner yen 1933. 
1937 vann Nakajima kontraktet mot konkurrenterna Mitsubishi och Kawasaki för kejserliga japanska arméns luftkårs nya jaktplan med Ki-27, av vilken 3 368 exemplar byggdes. Vid denna tidpunkt hade företaget ett värde av 20 miljoner yen. 
Nakajimas jaktplan Ki-43 ersatte Ki-27 1941, 5 919 tillverkades.
Från 1943 intensifierades den allierade bombningen av japanska fastlandet vilket skulle komma att drabba Nakajimas fabriker hårt under de resterande krigsåren. Under samma tid utvecklade Nakajima Ki-84, som gick i tjänst 1944 och anses generellt sett vara det bästa japanska jaktplanet under andra världskriget.
Under det sista krigsåret led Nakajima av brist på nästan alla typer av kritiska resurser, så som råmaterial, skicklig personal och industriella verktyg, vilket saktade ned produktionstakten och kvalitén på produkterna markant. 
I och med japanska imperiets förlust och krigsslutet 1945 tvingades Nakajima Hikoki KK att stänga. Flera av de tidigare Nakajima-anställda öppnade nya företag i japan inom olika områden, och Nakajima i sig döptes om till Fuji Heavy Industries, vilket senare skulle döpas om till Subaru. 

## Modeller (urval)

### Arméprojekt
Flygplan projekterade av Kejserliga japanska arméns luftkår i urval.
- Ki-27 – jaktflygplan
- Ki-43 – jaktflygplan
- Ki-44 – jaktflygplan
- Ki-49 – medeltungt bombflygplan
- Ki-84 – jaktflygplan

### Marinprojekt
Flygplan projekterade av Kejserliga japanska flottans flygkår i urval.
- B5N – fartygsbaserat torpedflygplan
- B6N – fartygsbaserat torpedflygplan
- G5N – markbaserat tungt bombflygplan
- G8N – markbaserat tungt bombflygplan
- J1N – markbaserat nattjaktflygplan

### Flygmotorer
- Kotobuki (寿)
- Ha 5/Ha 41/Ha 109
- Hikari (光)
- Sakae (栄)
- Homare (誉)
- Mamoru (護)
- Ha 219

## Bilder Nakajima-flygplan

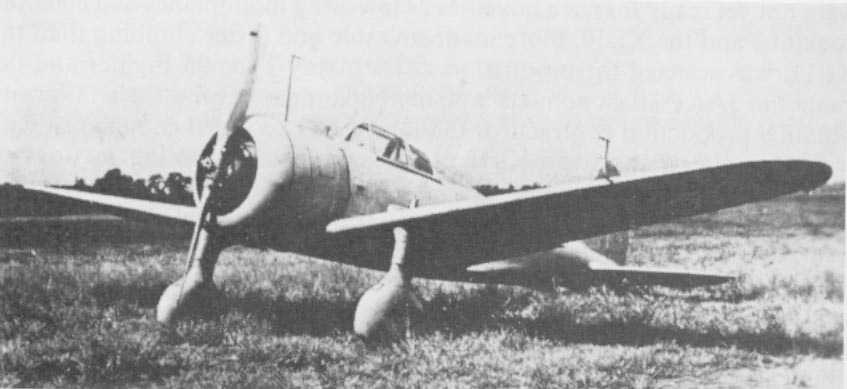
Nakajima Ki-27
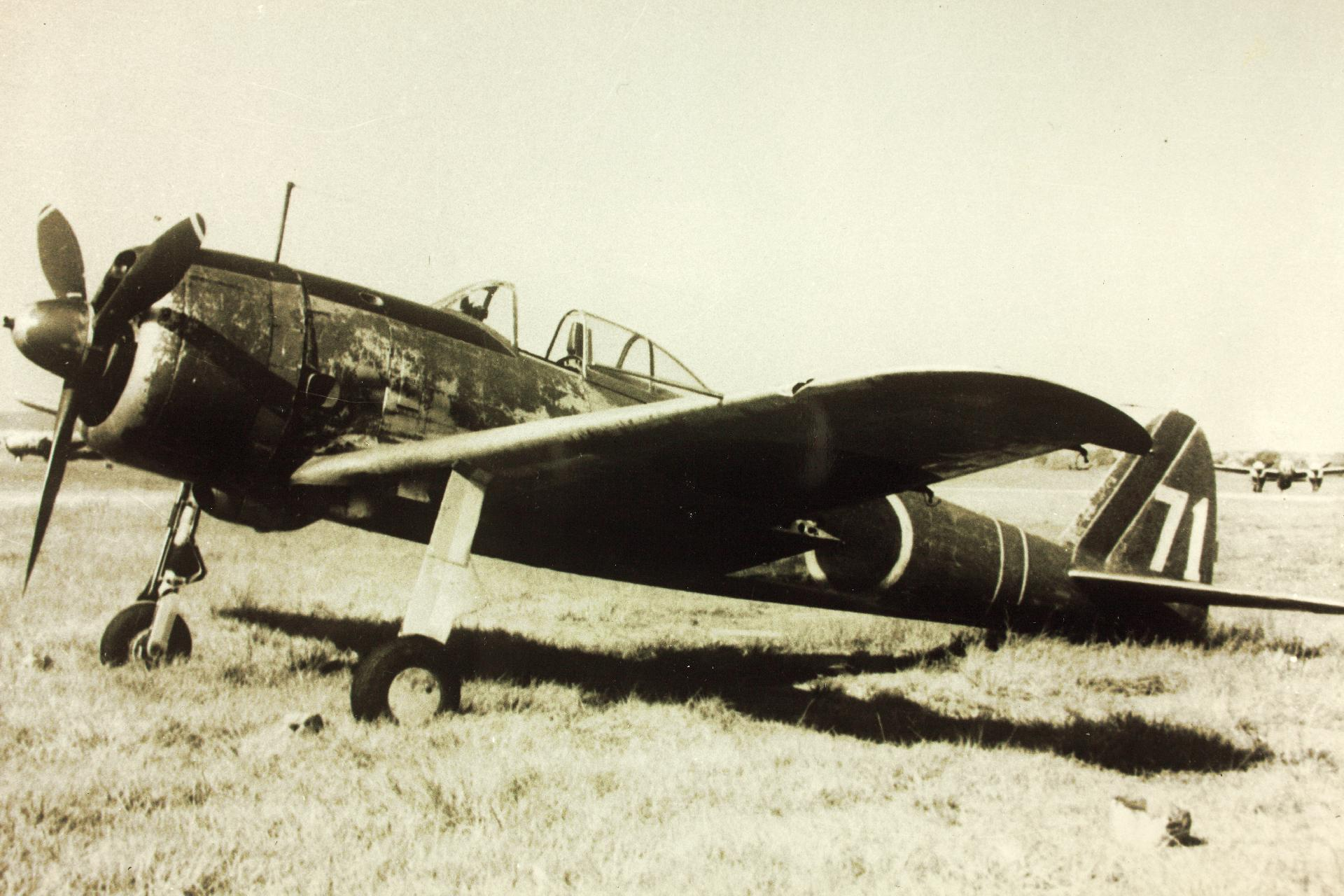
Nakajima Ki-43 Hayabusa
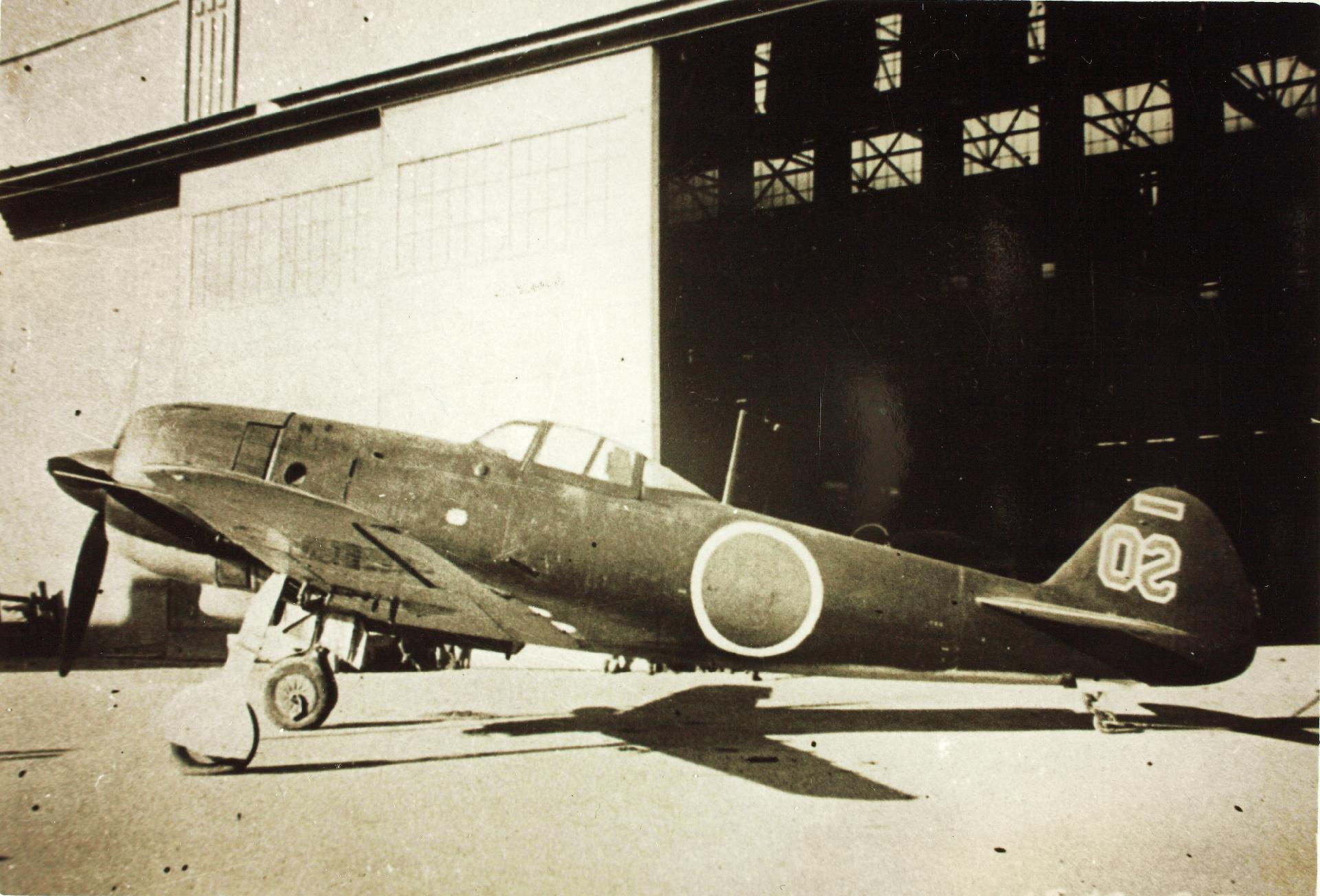
Nakajima Ki-84 Hayate
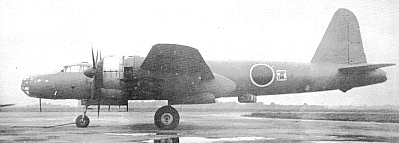
Nakajima G8N Renzan